# Den sönderslagna krukan (film)
Den sönderslagna krukan (Der zerbrochene Krug) är en tysk komedifilm från 1937 i regi av Gustav Ucicky med manus av Thea von Harbou. Det är en filmatisering av Heinrich von Kleists pjäs Den sönderslagna krukan från 1808.

## Rollista, urval
- Emil Jannings - Adam, domare
- Friedrich Kayßler - Walter
- Max Gülstorff - Licht
- Lina Carstens - Marthe Rull
- Angela Solleker - Eva Rull
- Paul Dahlke - Ruprecht Tümpel
- Bruno Hübner - Veit Tümpel
- Elisabeth Flickenschildt - Birgitte
- Erich Dunskus - Büttel